# Дивна матерія
Дивна матерія (англ. Strange matter) — особлива форма кваркової матерії, яку зазвичай описують як «речовину», яка складається із U-, D- та S-кварків. Не варто плутати цю форму матерії із ядерною матерією, яка є речовиною, що складається із нейтронів та протонів (які, в свою чергу, складаються із U- та D-кварків), та із недивною кварковою матерією, яка є кварковою речовиною, що складається виключно із U-кварків та D-кварків. Припускається, що при достатньо високій густині дивна матерія може стати кольоровим надпровідником. Гіпотетично дивна матерія може міститися в ядрах нейтронних зір, за деякими гіпотезами — у вигляді ізольованих краплин, розмір яких може варіюватися від фемтометрів (стрейнджлети) до цілих кілометрів (кваркові зорі).

## Два значення терміна «дивна матерія»
У фізиці елементарних частинок та астрофізиці цей термін використовується у двох значеннях, одне з яких — ширше, а інше — більш специфічне:
1. Ширше значення — це просто кваркова матерія, яка складається із трьох видів кварків: U, D та S. Згідно з цим визначенням, існує критичне значення тиску та пов'язана з ним критична межа густини речовини, і коли ядерна матерія (яка складається із протонів та нейтронів) піддається такому тиску, при якому перетинається межа критичної густини, то протони та нейтрони розщеплюються на кварки, утворюючи таким чином кваркову матерію (імовірно, дивну матерію).
2. Вужче значення — це кваркова матерія, яка є стабільнішою, аніж ядерна матерія, тобто дійсним базовим станом матерії є кваркова матерія, а не ядерна. Ідея щодо імовірності такого варіанту відома як «гіпотеза дивної матерії» Бодмера[3] та Віттена.[4] За цим визначенням, критичне значення тиску дорівнює нулю. Тому ядра, із яких складається вся матерія навколо нас, і які є частинками ядерної матерії, насправді є метастабільними. І якщо дати їм достатньо часу (або застосувати до них коректний зовнішній стимул), то вони розпадуться на частинки дивної матерії, тобто стрейнджлети.

## Дивна матерія, яка є стабільною лише при наявності високого тиску
Якщо брати ширше визначення, то дивна матерія могла б утворюватись всередині нейтронних зір, якщо тиск у ядрі такої зірки буде достатнім (тобто перевищуватиме критичне значення). При тій густині матерії, якої можна очікувати за цих умов, цілком можливо, що новоутворена кваркова матерія буде дивною матерією. Вона також може бути звичайною (недивною) кварковою матерією, якщо ефективна маса дивних кварків є надто високою. C-кварки та інші, важчі, кварки, можуть утворюватись лише при набагато вищих значеннях густини.
Нейтронну зірку, ядро якої утворене із кваркової матерії, часто називають гібридною зіркою. Однак важко визначити, чи гібридні зорі справді існують в природі, оскільки фізики мають дуже приблизні уявлення щодо імовірного значення критичного тиску чи густини. Видається правдоподібним, що перехід до стану кваркової матерії відбувся б вже в той час, коли відстань між окремими нуклонами стала б набагато меншою аніж розмір одного нуклона; таким чином, критична густина матерії мала б дорівнювати менш ніж стократній ядерній густині (щільності). Проте уточнити це значення поки що не вдається, оскільки сильна взаємодія, яка керує поведінкою кварків, не підлягає математичному опрацюванню, а математичні обчислення за допомогою решітки QCD зараз блокуються через проблему зміни знаку у ферміонах.[джерело?]
Одним із основних напрямків досліджень у фізиці нейтронних зір є намагання знайти помітні ознаки, за допомогою яких можна було б визначати, виконуючи спостереження за нейтронними зорями із земних обсерваторій, чи ці зірки містять у своїх ядрах кваркову матерію (імовірно, дивну матерію).

## Дивна матерія, яка є стабільною при нульовому тиску
Якщо «гіпотеза дивної матерії» є вірною, то ядерна матерія — метастабільна, дуже піддатлива до розщеплення й перетворення на дивну матерію. Однак час спонтанного розпаду — надзвичайно тривалий, тож ми не можемо побачити процесів розпаду, які відбуваються в матерії навколо нас. В будь-якому разі, за цією гіпотезою, десь у Всесвіті все-таки повинна бути дивна матерія:
1. Кваркові зорі (часто їх також називають «дивними зорями») складаються із кваркової матерії — від ядра й до самої поверхні. Діаметр такої зірки становить, найімовірніше, декілька кілометрів, а також можливо, що присутня тонка кірка ядерної матерії.[2]
2. Стрейнджлети — це невеликі шматочки дивної матерії, можливо, розміром із ядро атома. Припускається, що вони утворюються при формуванні дивних зір або їх зіткненні, а також при розщепленні атомних ядер.[1]